# Distrito electoral de Southwest Manchester
Southwest Manchester (en inglés: Southwest Manchester Precinct) es un distrito electoral ubicado en el condado de Boone en el estado estadounidense de Nebraska. En el Censo de 2010 tenía una población de 927 habitantes y una densidad poblacional de 8,13 personas por km².

## Geografía
Southwest Manchester se encuentra ubicado en las coordenadas 41°39′47″N 98°5′49″O / 41.66306, -98.09694. Según la Oficina del Censo de los Estados Unidos, Southwest Manchester tiene una superficie total de 113.99 km², de la cual 113.97 km² corresponden a tierra firme y (0.02%) 0.02 km² es agua.

## Demografía
Según el censo de 2010, había 927 personas residiendo en Southwest Manchester. La densidad de población era de 8,13 hab./km². De los 927 habitantes, Southwest Manchester estaba compuesto por el 98.38% blancos, el 0.22% eran afroamericanos, el 0.54% eran amerindios, el 0.11% eran asiáticos, el 0% eran isleños del Pacífico, el 0.43% eran de otras razas y el 0.32% pertenecían a dos o más razas. Del total de la población el 1.29% eran hispanos o latinos de cualquier raza.